# نوليوود
نوليوود هو لقب يشير أصلا إلى صناعة السينما النيجيرية . أصل المصطلح يعود إلى وقت مبكر من بداية الألفينيات ، تعزى إلى مقال في صحيفة نيويورك تايمز. بسبب تاريخ تطور المعاني والسياقات ، لا يوجد واضحة أو متفق عليها تعريف لهذا المصطلح ، والتي جعلت من موضوع إلى العديد من الخلافات.

## روابط خارجية
1. ↑  Mp3xclusive (19 Mar 2024). "Nollywood: A Brief History Of Nigerian Film Industry | Mp3xclusive" (بالإنجليزية الأمريكية). Archived from the original on 2024-03-20. Retrieved 2024-03-20.{{استشهاد ويب}}:  صيانة الاستشهاد: أسماء عددية: قائمة المؤلفين (link)